# Elga Brink
Pour les articles homonymes, voir Brink (homonymie).
Elisabeth Margarete Frey, née le 2 avril 1905 à Berlin (alors Empire allemand) et morte le 28 octobre 1985 à Hambourg, est une actrice allemande, connue sous le nom de scène d’Elga Brink.

## Biographie
Au cinéma, Elga Brink contribue à soixante films (majoritairement allemands) sortis entre 1922 et 1951, dont Quo vadis ? de Gabriellino D'Annunzio et Georg Jacoby (version de 1924, avec Emil Jannings et Elena Sangro), La Chorale de Leuthen de Carl Froelich (1933, avec Otto Gebühr et Olga Tchekhova), ainsi que la version allemande de la coproduction franco-allemande Le Tunnel de Kurt Bernhardt (1933, avec Paul Hartmann et Attila Hörbiger).
À noter que plusieurs de ses films sont réalisés par Georg Jacoby précité.
Définitivement retirée de l'écran après 1951, elle meurt en 1985, à 80 ans.

## Filmographie partielle

### Période du muet
- 1922 : Lebenshunger (en) de Johannes Guter : Inge Wendhusen
- 1923 : Das Paradies im Schnee (en) de Georg Jacoby : Mara Andersen
- 1924 : Quo vadis ? de Gabriellino D'Annunzio et Georg Jacoby : Domitilla
- 1926 : Le Héros de la compagnie (Der Stolz der Kompagnie) de Georg Jacoby : Meta von Redern
- 1927 : Die Frau ohne Namen (en) de Georg Jacoby : Violett Jeffrey
- 1928 : La Peur (en) (Angst) d'Hans Steinhoff : Inge Duhan
- 1929 : L'Amante légitime (en) (Ehe in Not) de Richard Oswald : la femme

### Période du parlant
- 1929 : Terre sans femmes (Das Land ohne Frauen) de Carmine Gallone : Evelyne Bernheim
- 1930 : Pension Schöller (en) de Georg Jacoby : Friedel Pfeifer
- 1931 : Zweierlei Moral (en) de Gerhard Lamprecht : Vera Siethoff
- 1932 : Marschall Vorwärts (en) d'Heinz Paul : Friederike Blücher
- 1933 : La Chorale de Leuthen (Der Choral von Leuthen) de Carl Froelich : Comtesse Charlotte von Mudrach
- 1933 : Le Tunnel (en) (Der Tunnel) de Kurt Bernhardt (version allemande de Le Tunnel) : Ethel Lloyd
- 1940 : La Jeune Fille au lilas (Weißer Flieder) d'Arthur Maria Rabenalt : Charlotte Rössler
- 1941 : Clarissa (en) de Gerhard Lamprecht : Ingeborg von Stahl
- 1941 : Quax le pilote (en) (Quax der Bruchpilot) de Kurt Hoffmann : Frau Bredow
- 1951 : Das fremde Leben de Johannes Meyer : la propriétaire